# Вімі (Па-де-Кале)
Вімі́ (фр. Vimy) — муніципалітет у Франції, у регіоні О-де-Франс, департамент Па-де-Кале, округ Аррас, кантон Льєвен. Населення — 4307 осіб (01.01.2021).
Муніципалітет розташований на відстані близько 175 км на північ від Парижа, 35 км на південний захід від Лілля, 10 км на північ від Арраса, в 3 км від автомагістралі А26 "Англія" Кале-Труа.

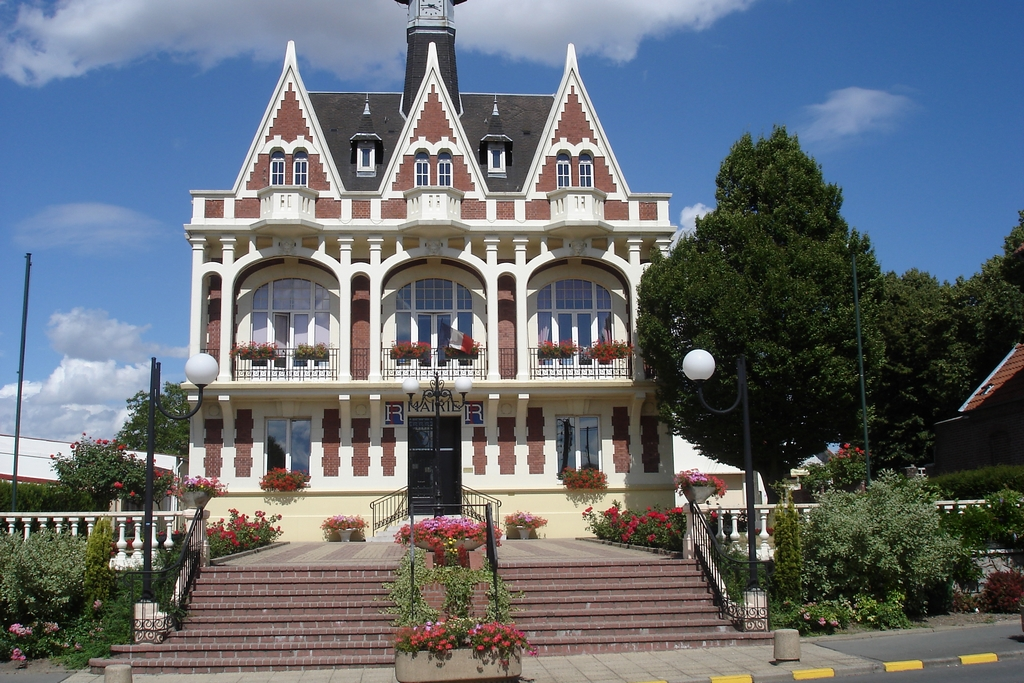

## Історія
Вперше згадується в джерелах в 1193 році. Як і всі навколишні території, Вімі був місцем численних боїв французьких, іспанських, англійських і голландських військ в XIV, XVII і XVIII століттях. Найбільшу популярність, проте, отримало бій Першої світової війни 9-12 квітня 1917 року, яка отримала назву «битва при Вімі». Ключову роль в ньому зіграли озброєний сили Канади, і цей бій стало важливою сторінкою в історії Канади.
У 1922 році територія в районі найвищої точки пагорба Вімі була передана французькою владою народу Канади в знак вдячності за заслуги канадців під час війни. 26 липня 1936 року тут було відкрито Канадський національний меморіал, найбільший канадський військовий меморіал. Його відкривали король Великої Британії Едуард VIII (як король Канади) і президент Франції Альбер Лебрен в присутності 50 тисяч канадських і французьких ветеранів війни.

## Демографія
Динаміка населення (base Cassini de l'EHESS pour les nombres retenus jusque 1962, base Insee à partir de 1968 (population sans doubles comptes puis population municipale à partir de 2006) ·  ):
Розподіл населення за віком та статтю (2006):
| Стать | Всього | До 15 років | 15-24 | 25-44 | 45-64 | 65-85 | Понад 85 |
| --- | ------ | ----------- | ----- | ----- | ----- | ----- | -------- |
| Чоловіки | 2156   | 328         | 344   | 492   | 648   | 324   | 20       |
| Жінки | 2360   | 408         | 280   | 544   | 684   | 392   | 52       |
| \| Статево-вікова піраміда \| Статево-вікова піраміда \| Статево-вікова піраміда \| \| ----------------------- \| ----------------------- \| ----------------------- \| \| Чоловіки \| Вік \| Жінки \| \| 20 \| 85 + \| 52 \| \| 40 \| 80-84 \| 80 \| \| 64 \| 75-79 \| 100 \| \| 108 \| 70-74 \| 116 \| \| 112 \| 65-69 \| 96 \| \| 96 \| 60-64 \| 108 \| \| 116 \| 55-59 \| 148 \| \| 228 \| 50-54 \| 196 \| \| 208 \| 45-49 \| 232 \| \| 160 \| 40-44 \| 200 \| \| 124 \| 35-39 \| 116 \| \| 100 \| 30-34 \| 100 \| \| 108 \| 25-29 \| 128 \| \| 144 \| 20-24 \| 132 \| \| 200 \| 15-20 \| 148 \| \| 124 \| 10-14 \| 132 \| \| 132 \| 5-9 \| 152 \| \| 72 \| 0-4 \| 124 \| |        |             |       |       |       |       |          |
| Статево-вікова піраміда |        |             |       |       |       |       |          |
| Чоловіки | Вік    | Жінки       |       |       |       |       |          |
| 20 | 85 +   | 52          |       |       |       |       |          |
| 40 | 80-84  | 80          |       |       |       |       |          |
| 64 | 75-79  | 100         |       |       |       |       |          |
| 108 | 70-74  | 116         |       |       |       |       |          |
| 112 | 65-69  | 96          |       |       |       |       |          |
| 96 | 60-64  | 108         |       |       |       |       |          |
| 116 | 55-59  | 148         |       |       |       |       |          |
| 228 | 50-54  | 196         |       |       |       |       |          |
| 208 | 45-49  | 232         |       |       |       |       |          |
| 160 | 40-44  | 200         |       |       |       |       |          |
| 124 | 35-39  | 116         |       |       |       |       |          |
| 100 | 30-34  | 100         |       |       |       |       |          |
| 108 | 25-29  | 128         |       |       |       |       |          |
| 144 | 20-24  | 132         |       |       |       |       |          |
| 200 | 15-20  | 148         |       |       |       |       |          |
| 124 | 10-14  | 132         |       |       |       |       |          |
| 132 | 5-9    | 152         |       |       |       |       |          |
| 72 | 0-4    | 124         |       |       |       |       |          |

## Економіка
2010 року серед 2805 осіб працездатного віку (15—64 років) 2002 були активними, 803 — неактивними (показник активності 71,4%, у 1999 році було 67,0%). З 2002 активних мешканців працювало 1808 осіб (958 чоловіків та 850 жінок), безробітними було 194 (101 чоловік та 93 жінки). Серед 803 неактивних 237 осіб було учнями чи студентами, 351 — пенсіонерами, 215 були неактивними з інших причин.

У 2010 році в муніципалітеті числилось 1769 оподаткованих домогосподарств, у яких проживали 4359,5 особи, медіана доходів виносила 20 381 євро на одного особоспоживача